# Запруды (Коломна)
Запруды́ (Запрудная слобода, Запрудьи) — небольшой район Коломны, находящийся в северной части города, отделённый от Старой Коломны рекой Коломенкой. Если бы не последнее обстоятельство, то исторически этот район можно было бы отнести к Старой Коломне. Границы района совпадают с границами города, проведёнными здесь по «регулярному» плану, утверждённому в 1784 году. С северо-запада Запруды ограничиваются Заставной улицей, с юго-запада — улицей Олений Вражек, с юго-востока — рекой Коломенкой, а с северо-востока — границей застройки по чётной стороне Луговой улицы.

## Происхождение названия
О происхождении названия Запруды существуют две версии:
- Название происходит от слова «запруда». На реке Коломенке долгое время существовала водяная мельница с запрудой.
- Название происходит оттого, что слобода находилась за рекой Коломенкой «за прудом», который сохранился до сих пор и называется «Озерко».

## История
Запрудная слобода сложилась к концу XVI века на Московской дороге за реками Коломенкой и Чурой. В слободе существовала церковь Бориса и Глеба, существующее каменное здание которой построено в 1716-1726 годах. Юго-западнее слободы в XVIII веке находился загородный дворец коломенских епископов. По «регулярному» плану, принятому в 1784 году, слобода получила прямоугольную сетку улиц. У Московской заставы была устроена площадь, а также небольшой общественный сад (Запрудский парк). В районе частично сохранилась историческая застройка. Можно выделить несколько зданий в стиле классицизм, среди которых наиболее примечательное — Кисловская богадельня. В Запрудах первоначально жила семья Лажечниковых. Здесь же родился И. И. Лажечников. Вскоре после его рождения семья переехала на Астраханскую улицу.

## Легенда
На старом заброшенном кладбище в Запрудской слободе близ урочища "Олений Вражек" стояла церковка, которая ушла под землю от набега татар. Её подземный звон ещё долго слышался старикам, пока смерть да грех людской не одолели и их.

## Транспорт
С центром города район связан автобусными маршрутами № 1, 2, 4, 7, 10, 17, проходящими по улице Октябрьской Революции.

## Источники

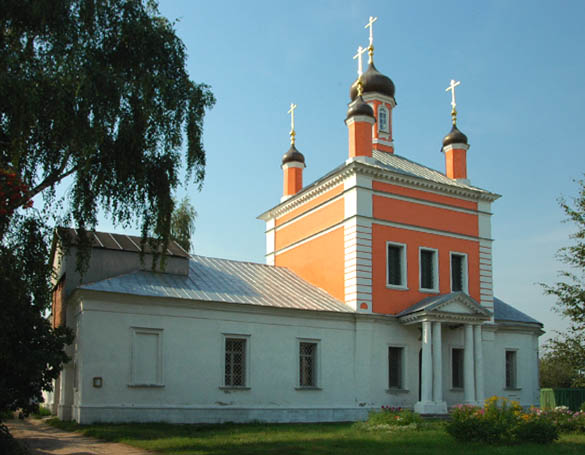
Церковь Бориса и Глеба в Запрудах
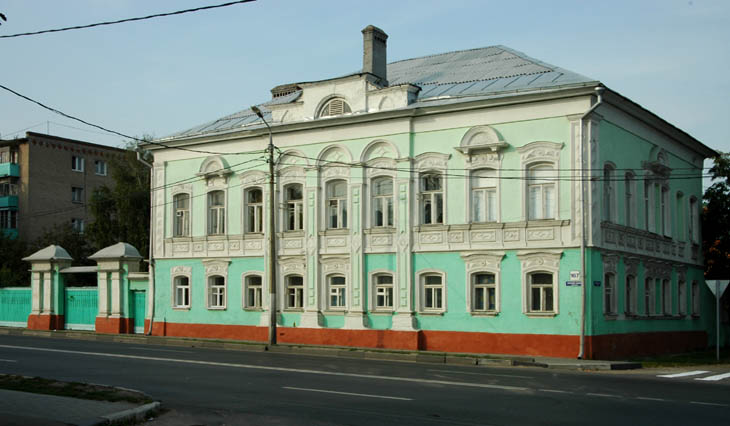
Городская усадьба на ул. Октябрьской Революции, 167 (середина XIX века)
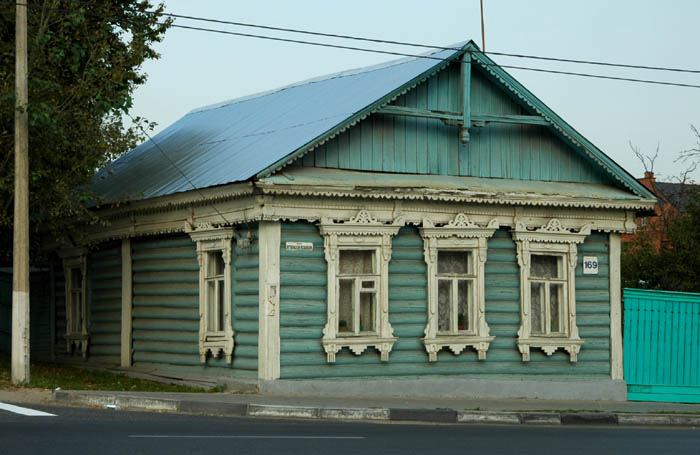
Деревянный дом на ул. Октябрьской Революции, 169 (XIX век)
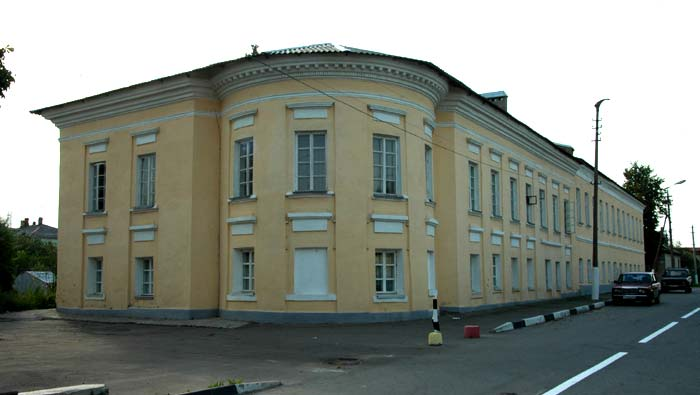
Жилой дом конца XVIII в. на Большой Запрудной ул., 24